# 東京地下鐵道1200型電力動車組
東京地下鐵道1200型電力動車組（日语：／ Tōkyō Chikatesudō 1200-gata densha */?），是供帝都高速度交通营团银座线使用的通勤型电力动车组，以2~3編組為主。于1934年至1984年间使用。

## 概要
本列車繼承了1000、1100型的基本特點，是東京地下鐵道擁有最後製造的新型列車。帝都高速度交通營團成立后繼續擁有此款列車，并一直在銀座線使用。
列車共製造24輛，其中汽車製造東京支店在1933年至1934年生產了21輛（編號1231-1251），川崎重工兵庫工場在1934年生產了3輛（編號1252-1254）。

## 車體
本列車車體構造基本延續1000、1100型，不過由於焊接技術的發展，車體外壁的鉚釘有所減少，車頂曲線變得相對更加平滑。另外，車廂編號在車廂兩端均有標示，以便在連掛期間也能看清。

## 搭載設備
列車採用了通用電氣製造的機器設備，取代了以往常用的三菱電機製造的機器設備。主電動機GE-259C因性能較好，代替了三菱電機和西屋公司合作製造的電動機MB-231AF。另外，控制器也採用了通用電氣製造的PC電空凸輪控制器，取代了西屋公司製造的ABF電空單位開關式控制器。不過列車也預留了PC電空凸輪控制器與ABF電空單位開關式控制器之間互換或兼容的需要。這些搭載設備在之後的銀座線列車中繼續有所體現。

## 運用
列車在出廠後，長期和既有車型一起在銀座線上使用。
1964年，2000型的先頭車開始採用固定編組的模式，隨後1200型、1300型、1400型開始駕駛台撤銷車改造工程，1200型、1300型、1400型中間的動力車及1500N型的拖車一起進行了相關改造。車廂內飾部改為了和1000型一樣的內飾，部分客室的車窗亦改為了和1300型一樣的小窗戶。
在電路改造方面，列車安裝了高壓母線，使得電動发电機的低壓輔助電源及備用燈的蓄電池可以有所減少，但1200型和1300型的中間的拖車的集電靴和主蓄電池依然在改造中有所保留。因銀座線採用第三軌供電，在道岔位置無法使供電軌道連貫鋪設，因此在1200型列車通過較長的道岔期間，仍會出現車內照明瞬間停電的現象，這種現象直到後來的1500N型和01系列車上得到了解決。
1978年，列車更換為了阿爾斯通公司製造FS-387型轉向架。不過隨著1984年01系列車的服役，1200型列車開始陸續報廢，直至1986年全數報廢完畢。也是營團地下鐵的歷代車輛中服役最久的。